# 福原遙
福原遙（日语：／ Fukuhara Haruka */?，1998年8月28日—）是日本女性藝人，愛踊出身，出生地埼玉縣川越市。所屬經紀公司為研音。血型A型、身高159cm。

## 概要
小学1年級生時以童星之姿而活躍著。
2009年3月在NHK教育的兒童料理節目《料理偶像》演出主角柊舞（實際演出及動畫配音），雖然是左撇子，卻在本作中演出右撇子的角色，因此有用右手使用菜刀的演出。
興趣・特技是釣魚、芭蕾舞、朗讀背誦、鋼琴、單輪車、体操、單槓、空手道、韻律體操、料理、編織、手藝、太鼓等多方面的才藝。
2011年4月就讀私立中學。在学校中屬於吹奏樂社。
2011年8月16日，為了《料理偶像》而參加漫畫博覽會，並且也參加了東森幼幼台美食節目《料理甜甜圈》的錄影。
2015年7月，從NEWS娛樂移籍至研音。
在2017年8月26日，以《KiraKira☆光之美少女 A La Mode》的聲優身份登上《Animelo Summer Live》。

## 出演作品

### 電視劇
- 真愛時光（2005年10月6日，TBS電視台） - 早川香里（小時候） ※第3話
- 折翼的天使・第三夜「時」（2007年2月28日，富士電視台） - 中川香奈（小時候）
- 魔法老師（2007年10月10日，東京電視台） - 雪廣綾香（小時候）　※第2話
- 1磅的福音（2008年1月12日，日本電視台） - 向田聖子（小時候）　※第1話
- 愛迪生之母（2008年1月11日 - 3月14日，TBS電視台） - 宮城真綾
- 東京ゴースト・トリップ（2008年4月14日，東京都會電視台等） - 橋本舞（小時候） ※第7話
- 怪獸家長（2008年8月12日，關西電視台） - 藤卷綾音 ※第7話
- MARS～只是愛著你（2016年1月2月21日 - 3月27日，日本電視台） - 櫻澤刊 ※第5話 - 最終話
- Good Morning Call愛情起床號（2016年2月12日起，全17話，富士電視台、Netflix）- 主演・吉川菜绪
  - Good Morning Call - Our Campus Days（2017年9月22日起，全10話，富士電視台、Netflix）
- 出租救世主（レンタル救世主）（2016年10月9日 - 12月11日，日本電視台）- 葉石梨沙子
- THE LAST COP（2016年11月19日、特別出演、日本電視台） - 葉石りさ子 ※第7話
- 兩個人的獨角戲（2017年10月9日、日本電視台）- 主演・麻積村（與柳美稀雙主演）
- 聲Girl！（2018年4月8日 - 6月10日，朝日放送）- 主演・菊池真琴
- 未解決之女-警視廳文書搜查官（日语：警視庁文書捜査官#テレビドラマ）（2018年4月19日，朝日電視台）- 舞阪佳織 ※第3話
- 3年A班-從此刻起，大家都是我的人質-（2019年1月6日－3月10日，日本電視台）- 水越涼音[4]
- 狂賭之淵Season2（2019年4月1日－4月29日，MBS）- 步火樹繪里
- 咖啡遇上香草（日语：コーヒー&バニラ）（2019年7月4日－9月6日，MBS）- 主演・白城里紗[5]
- CHEAT 詐欺師們請注意（2019年10月3日－12月5日，讀賣電視台・日本電視系）- 丸山美月[6]
- Nippon Noir-刑警Y的反亂-（日语：ニッポンノワール-刑事Yの反乱-）（2019年11月24日，日本電視台）- 水越涼音 ※第7話[7]
- ウレロ☆未開拓少女（日语：ウレロ☆シリーズ）（2019年12月2日－12月24日，東京電視台）[8]
- 搖曳露營△（2020年1月10日－3月27日，東京電視台）- 主演・志摩凜[9]
  - 搖曳露營△ 特別篇（2021年3月29日）
  - 搖曳露營△2（2021年4月2日 - 6月18日）
- 出租什麼都不幹的人（日语：レンタルなんもしない人のなんもしなかった話）（2020年4月23日，東京電視台）- 島袋香奈 ※第3話[10]
- 教場（2021年1月2日、1月3日，富士電視台）- [11]
- 我家女兒交不到男朋友！！（2021年1月13日 - 3月17日，日本電視台）- 伊藤沙織
- IP～網路搜查班（日语：IP～サイバー捜査班）（2021年7月1日 - 9月16日，朝日電視台）- 古宮山絆
- 幸運少女組（2021年10月7日 - 12月9日，讀賣電視台）- 主演・福良幸
- 現在的年輕人喔…（2022年4月9日 - 5月28日，WOWOW）- 麥田步
- 正直不動產（2022年4月5日 - 6月7日，NHK）- 月下咲良
  - 正直不動產 特別篇（2024年1月3日）
  - 正直不動產2（2024年1月9日 - 3月12日）
- 飛舞吧！（2022年，NHK）- 主演・岩倉舞
- 18／40～兩人的夢想與愛情～（2023年7月11日 - 9月12日，TBS）- 主演・仲川有栖（與深田恭子雙主演）
- 神祕的密子小姐（2024年7月13日 - 9月28日，日本電視台）- 本宮密子
- 豈有此理〜蔦重繁華如夢故事〜（2025年，NHK）- 誰袖
- 明天會是更好的一天（2025年7月7日 - ，富士電視台）- 夏井翼

### 電影
- ハルガスミ（2006年） - 名取加奈
- KIDS（2008年） - 公園的小孩子
- 昴-スバル-（2009年） - 吳羽真奈（小時候）
- 烈車戰隊特急者 THE MOVIE 銀河路線SOS（2014年）- 銀河路線車掌 Lady（レディ）
- 烈車戰隊特急者 VS 強龍者 THE MOVIE（2015年）- 銀河路線車掌 Lady（レディ）（客串）
- 劇場版 動物戰隊獸王者 VS 忍忍者 來自未來的訊息 from 超級戰隊（2017年）- 露露
- 光之美少女 Dream Stars!（2017年）- 有栖川陽莉／卡士達天使
- 去吧!啦啦兵團（2017年）- 永井亞由美
- 光之美少女 Super Stars!（2018年）- 有栖川陽莉／卡士達天使
- 四月的你是閃耀的星星（日语：4月の君、スピカ。）（2019年）- 主演・早乙女星
- 狂賭之淵（2019年）- 步火樹繪里[12]
- 羊與狼的戀愛及殺人（日语：穴殺人#映画）（2019年） - 主演・宮市莉央
- 輝夜姬想讓人告白～天才們的戀愛頭腦戰～ Final（2021年） - 子安燕
- 在那開滿花的山丘、還能再次遇到你（日语：あの花が咲く丘で、君とまた出会えたら） （2023）-加纳百合

### 電視動畫
- 料理偶像（2009年3月－2013年3月、NHK教育頻道） - 柊舞（實際演出及動畫配音）
- KiraKira☆光之美少女 A La Mode（2017年2月－2018年1月、朝日放送電視台） - 有栖川陽莉／卡士達天使[13]
- 麵包超人 - わんこちゃん
- 愛在雨過天晴時（2018年1月－3月、富士電視台） - 西田唯
- HUG! 光之美少女（2018年10月14日・21日、朝日放送電視台） - 有栖川陽莉／卡士達天使
- 輝夜姬想讓人告白？～天才們的戀愛頭腦戰～（2020年4月－6月、每日放送） - 子安燕
- 輝夜姬想讓人告白 －超級浪漫－（2022年4月－6月、每日放送） - 子安燕
- 与你再遇鲜花盛开之丘|あの花が咲く丘で、君とまた出会えたら  （2023） -加纳百合

### 動畫電影
- 光之美少女 Dream Stars!（2017年） - 有栖川陽莉／卡士達天使
- KiraKira☆光之美少女 A La Mode 清脆出爐！回憶的法式千層酥！（2017年）- 有栖川陽莉／卡士達天使
- 光之美少女 Super Stars!（2018年）- 有栖川陽莉／卡士達天使
- HUG！光之美少女♡光之美少女 All Stars Memories（2018年）- 有栖川陽莉／卡士達天使
- 光之美少女 Miracle Universe（2019年）- 有栖川陽莉／卡士達天使
- HELLO WORLD（2019年） - 勘解由小路三鈴[14]
- 讓我聽見愛的歌聲（2021年）- 天野悟美
- 扶桑花女孩之舞（2021年） - 夏凪日羽

### 綜藝節目
- ザ☆ネットスター!（2010年1月8日、NHK衛星第2頻道） - 以柊舞身分演出
- 誰だって波瀾爆笑（2010年3月7日、日本電視台）
- 新感覚ゲーム クエスタ（2010年7月29日、NHK綜合頻道）
- シャキーン!（2010年11月8日 - 、NHK教育） - 「どんまい・ふれんず」
- いないいないばあっ! あつまれ!ワンワンわんだーらんど （2010年11月28日、NHK教育）
- 土曜スタジオパーク （2011年2月12日、NHK）※以柊舞的身分和星野卓也一起演出
- 火曜曲！ （2013年4月30日、TBS）※演出菇菇栽培研究所 主題曲"なめこのうた （页面存档备份，存于）"

### 其他活動
- 東北樂天金鷹開球式（2012年6月23日）-宮城球場(對戰千葉羅德海洋)
- 阪神虎開球式（2022年9月2日）-阪神甲子園球場(對戰讀賣巨人)

## 唱片

### 單曲
| 發售日        | 標題                                                     | 規格      | 規格型號                              |
| ------------- | -------------------------------------------------------- | --------- | ------------------------------------- |
| 2009年9月30日 | キッチンはマイステージ                                   | CD+DVD CD | KIZM-41 (限定盤) KICM-1289 (通常盤)   |
| 2010年6月9日  | ミラクル☆メロディハーモニー                              | CD+DVD CD | KIZM-51 (限定盤) KICM-1309 (通常盤)   |
| 2010年7月21日 | ハッピーレシピ （甜蜜小舞&可愛美佳（福原遙・出野泉花）） | CD        | KICM-3210                             |
| 2011年6月22日 | ワクワク♥キッチンカーニバル                              | CD+DVD CD | KIZM-91～2 (限定盤) KICM-1339(通常版) |

### 專輯
| 發售日         | 標題                                                 | 規格       | 規格型號             |
| -------------- | ---------------------------------------------------- | ---------- | -------------------- |
| 2009年11月26日 | クッキンアイドル アイ!マイ!まいん! まいん歌のレシピ① | CD         | KICA-1501            |
| 2010年3月17日  | クッキンアイドル アイ!マイ!まいん! まいん歌のレシピ② | CD         | KICA-1502            |
| 2010年12月8日  | クッキンアイドル アイ!マイ!まいん! まいん歌のレシピ③ | CD CD＋DVD | KICA-1503 KIZC-91～2 |
| 2010年12月22日 | コロちゃんパック クッキンアイドル アイ!マイ!まいん!  | CD+繪本    | KOCZ-1099            |
| 2011年3月16日  | クッキンアイドル アイ!マイ!まいん! まいん歌のレシピ④ | CD CD＋DVD | KICA-1504 KIZC-93～4 |

## 備註
1. ↑   (YouTube配信). 2020-10-24  [2020-11-16]. （原始内容存档于2021-04-18）.
2. 1 2  福原遙個人檔案 （页面存档备份，存于） - 研音官方網站 2015年7月10日瀏覽
3. ↑  http://www.gamebase.com.tw/news/gb_news.html?sno=93535653 『【2011漫博會】《料理偶像》世界第一萌的小廚師福原遙 來台見面會萌力四射』
4. ↑  . modelpress. 2018-12-05  [2018-12-05]. （原始内容存档于2019-01-08） （日语）.
5. ↑  . ORICON NEWS. 2019-06-14  [2019-06-14]. （原始内容存档于2020-05-07） （日语）.
6. ↑  . ORICON NEWS. 2019-09-01  [2019-09-01]. （原始内容存档于2020-05-07） （日语）.
7. ↑  . ORICON NEWS. 2019-11-22  [2019-11-22]. （原始内容存档于2020-09-14） （日语）.
8. ↑  . ORICON NEWS. 2019-10-03  [2019-10-03]. （原始内容存档于2020-05-07） （日语）.
9. ↑  . modelpress. 2019-11-20  [2019-11-20]. （原始内容存档于2020-05-07） （日语）.
10. ↑  . ORICON NEWS. 2020-04-22  [2020-04-22]. （原始内容存档于2020-05-20） （日语）.
11. ↑  . Natalie. 2020-09-30  [2020-09-30]. （原始内容存档于2020-10-02） （日语）.
12. ↑  . ORICON NEWS. 2019-02-07  [2019-02-07]. （原始内容存档于2019-02-07） （日语）.
13. ↑  . animate Times. 2017-01-06  [2017-01-06]. （原始内容存档于2020-11-11） （日语）.
14. ↑  . natalie. 2019-07-16  [2019-09-23]. （原始内容存档于2020-09-29） （日语）.

## 外部連結
- 官方网站（日語）
- 福原 遙 | 研音 福原遙演員個人資料 （页面存档备份，存于） （日語）
- 福原 遙 | 研音 福原遙聲優個人資料 （页面存档备份，存于） （日語）
- 福原遙官方 Fan Club （页面存档备份，存于）
- 福原遙 Music Official Site （页面存档备份，存于）
- 福原遙的Ameba部落格（日語）（日語）
- 福原遙的Instagram帳戶（日語）
- 福原遙的X（前Twitter） （日語）
- 福原遙音樂的X（前Twitter）
- YouTube上的福原遙頻道 （日語）
- YouTube上的 福原遙官方音樂頻道
- 福原遙Sony音樂官網 （页面存档备份，存于）